# Río Ravi
El río Ravi es un río que discurre por el subcontinente indio, uno de los cinco ríos que fluyen por el Punyab en el noreste de la India y noroeste de Pakistán. Tiene una longitud de 725 km.
- रावी en idioma hindí
- ਰਾਵੀ en idioma panyabí
- راوی en idioma urdú

## Historia
El río Ravi era conocido  por los antiguos indios como Parushnim o Iravati y por los antiguos griegos como Hydraotes. 

### En el «Rig-veda»
En el antiguo texto mítico épico Rig-veda (el texto más antiguo de la literatura de la India, aproximadamente de mediados del II milenio a. C.) se cuenta que parte de la batalla de los Diez Reyes se luchó sobre el río Parusní, que según Iaská (en el Nirukta 9.26) se refiere al río Iravati (río Ravi) en Punyab. Macdonell y Keith escriben que «el nombre [Parushni] es seguramente el del río que más tarde se llamó Ravi (Iravati)».

## Geografía
Se origina en el Himalaya, el distrito de Chamba en el estado de Himachal Pradesh después de tomar el curso noroeste. Da vuelta al sur oeste, cerca de Dalhousie, y luego corta un desfiladero en el Dhaola Dhar para entrar en la llanura de Punyab cerca de Madhopur. Entonces fluye a lo largo de la frontera indo-pakistaní para su conexión antes de entrar en Pakistán con el río Chenab.
La longitud total del río es de aproximadamente 720 kilómetros. Las aguas del río Ravi son asignadas a la India bajo el Indus Waters Treaty, tratado firmado entre India y Pakistán. También lo llaman el río de Lahore desde que la gran ciudad está localizada sobre sus orillas. 